# ГЕС Фремонт-Каньйон
ГЕС Фремонт-Каньйон — гідроелектростанція у штаті Вайомінг (Сполучені Штати Америки). Знаходячись між ГЕС Кортес (36 МВт, вище по течії) та ГЕС Alcova (41,4 МВт), входить до складу каскаду на Норт-Платт, лівій твірній річки Платт, котра в свою чергу є правим допливом Міссурі (найбільша права притока Міссісіпі).
У 1905-1909 роках річку перекрили мурованою арково-гравітаційною греблею Pathfinder, матеріалом для якої слугували великі прямокутні гранітні блоки. Ця споруда має висоту 65 метрів, довжину 132 метри та товщиною від 3,3 (по гребеню) до 29,4 (по основі) метра. Вона потребувала 50 тис м3 матеріалу та разом з допоміжною земляною дамбою висотою 12 метрів та довжиною 503 метри утримує водосховище з площею поверхні 89,1 км2 та об’ємом 1320 млн м3.
У 1960-1961 роках цю греблю використали для створення гідроенергетичної схеми. Через прокладений у лівобережному гірському масиві дериваційний тунель довжиною 4,8 км з діаметром 5,5 метра, який розгалужується на два напірні водоводи діаметром по 3,3 метра, ресурс надходить до спорудженого на березі Норт-Платт наземного машинного залу. Основне обладнання станції становлять дві турбіни типу Френсіс загальною потужністю 66,8 МВт, які працюють при напорі 91 метр.